# 巨嘴柳莺
巨嘴柳莺（学名：Phylloscopus schwarzi）为柳莺科柳莺属的鸟类，繁殖於西伯利亞。這種柳鶯是強烈的候鳥，冬季在東南亞過冬。

## 分類

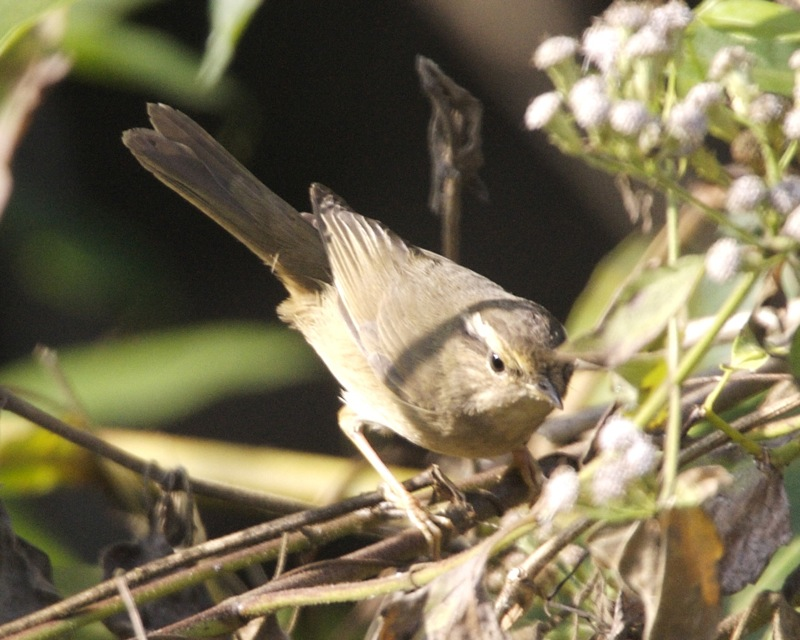

屬名 Phylloscopus 來自古希臘語phullon，意為「葉子」，以及 skopos，意為「尋找者」（來自 skopeo，意為「觀看」）。種名 schwarzi 紀念德國天文學家彼得·卡爾·路德維希·施瓦茨（1822-1894）。

## 描述
這是一種與柳鶯大小相似的柳鶯。成鳥有無條紋的棕色背部和黃褐色的腹部。牠有一條非常顯眼且長的白色眉紋，尖銳的鳥喙比類似的褐色柳鶯更厚。牠的腿部比褐色柳鶯的更淺，腳看起來較大，反映了這種柳鶯較為陸棲的生活方式。雌雄相似，與大多數柳鶯一樣，但幼鳥腹部顏色較黃。牠的叫聲是柔和的 chick。

## 分布與棲地
巨嘴柳鶯繁殖於中部和東部西伯利亞的南部地區，東至朝鮮和滿洲。這是一種遷徙性物種，冬季在孟加拉、柬埔寨、老撾、緬甸和泰國過冬。在繁殖區，巨嘴柳鶯棲息於開闊的落葉林地，帶有一些灌木叢和林地邊緣，通常靠近水源。在冬季棲地，牠們則位於森林邊緣、茂密的灌木叢以及林地附近的灌木區域。與大多數舊世界鶯科一樣，這種小型的雀形目鳥類是食蟲性的。
在中国大陆，分布于内蒙古、东北、河北、河南、山东、山西、甘肃、湖北、湖南、贵州、云南、江西、浙江、福建、四川、广西、广东等地。该物种的模式产地在西伯利亚。

## 繁殖
巢築於低矮的灌木叢中，約產下五顆蛋。牠們的蛋有灰色的底色，表面均勻地分佈著棕橄欖色的細小斑點和條紋，幾乎掩蓋了底色。蛋的大小約為17乘13（0.67乘0.51英寸）。
這種小型柳鶯容易在遠至歐洲西部的地方迷航，儘管牠的繁殖地距離3000公里之遠。牠曾於2008年在北愛爾蘭的科普蘭鳥類觀察站首次被記錄在北愛爾蘭。牠也曾在赫利戈蘭島出現過一次偶然記錄。